# Liste d'œuvres d'art public dans les Alpes-de-Haute-Provence
Cet article vise à recenser les œuvres d'art dans l'espace public des Alpes-de-Haute-Provence, en France.

## Liste
Les œuvres sont classées par ordre alphabétique de communes et, au sein de celles-ci, par ordre chronologique d'installation, dans la mesure des informations disponibles.

### Sculptures
| Œuvre                                                        | Auteur                              | Commune                 | Localisation                                              | Notes | Installation | Coordonnées                      | Illustration                     |
| ------------------------------------------------------------ | ----------------------------------- | ----------------------- | --------------------------------------------------------- | --- | ------------ | -------------------------------- | -------------------------------- |
| Sentinelle                                                   | Andy Goldsworthy                    | Authon                  | Vallée du Vançon                                          | Refuges d'art. | 2000         | 44° 14′ 35″ nord, 6° 06′ 57″ est | Image manquante                  |
| La Cascade                                                   | Paul-Armand Gette                   | Auzet                   | Saut de la Pie                                            | VIAPAC ; Des cheveux de Vénus aux splendeurs de la nuit.                                                            | 2012         | 44° 16′ 40″ nord, 6° 18′ 07″ est | Image manquante                  |
| La Forêt carbonifère                                         | Paul-Armand Gette                   | Auzet                   | Clue de Verdaches                                         | VIAPAC ; Des cheveux de Vénus aux splendeurs de la nuit.                                                            | 2012         | 44° 16′ 40″ nord, 6° 18′ 07″ est | Image manquante                  |
| Les Splendeurs de la nuit                                    | Paul-Armand Gette                   | Auzet                   | À déterminer                                              | VIAPAC ; Des cheveux de Vénus aux splendeurs de la nuit.                                                            | 2012         | 44° 17′ 10″ nord, 6° 18′ 36″ est | Image manquante                  |
| Duc de Berwick                                               | Paul Landowski                      | Barcelonnette           | Avenue Antoine-Signoret                                   | | À déterminer | à géolocaliser                   | Image manquante                  |
| La Sainte Famille                                            | Joan Fontcuberta                    | Barles                  | Vallée du Bès                                             | VIAPAC ; Les Hydropithèques.                                                                                        | À déterminer | 44° 16′ 17″ nord, 6° 17′ 53″ est | Image manquante                  |
| Sentinelle                                                   | Andy Goldsworthy                    | Barles                  | Vallée du Bès                                             | Refuges d'art. | 1999         | 44° 13′ 59″ nord, 6° 15′ 19″ est | Image manquante                  |
| La Trace du lièvre                                           | Reno Salvail                        | Beaujeu, Verdaches      | Blayeul                                                   | | 2005         | à géolocaliser                   | Image manquante                  |
| Allô La Terre                                                | Knud Viktor                         | Digne-les-Bains         | À déterminer                                              | | 2009         | à géolocaliser                   | Image manquante                  |
| Buste de Louis Jouvet                                        | À déterminer                        | Digne-les-Bains         | À déterminer                                              | | À déterminer | à géolocaliser                   | Image manquante                  |
| Cairns d'eau                                                 | Andy Goldsworthy                    | Digne-les-Bains         | Dans le parc Saint-Benoît                                 | | À déterminer | à géolocaliser                   | Cairns d'eau                     |
| La Capture du Bès par la Bléone                              | Paul-Armand Gette                   | Digne-les-Bains         | À déterminer                                              | VIAPAC ; Des cheveux de Vénus aux splendeurs de la nuit.                                                            | 2012         | 44° 07′ 51″ nord, 6° 14′ 18″ est | Image manquante                  |
| Les Cheveux de Vénus                                         | Paul-Armand Gette                   | Digne-les-Bains         | Dans le parc Saint-Benoît                                 | VIAPAC ; Des cheveux de Vénus aux splendeurs de la nuit.                                                            | 2012         | 44° 06′ 37″ nord, 6° 13′ 37″ est | Image manquante                  |
| Dalle à motifs                                               | Janusz Stega                        | Digne-les-Bains         | Dans le parc Saint-Benoît                                 | | 1999         | à géolocaliser                   | Image manquante                  |
| L'eau coule, les pierres demeurent immobiles au fil de l'eau | Agathe Larpent                      | Digne-les-Bains         | Dans le parc Saint-Benoît                                 | | 1999         | à géolocaliser                   | Image manquante                  |
| Éboulement                                                   | Jean-Luc Parant                     | Digne-les-Bains         | Dans le parc Saint-Benoît                                 | | À déterminer | à géolocaliser                   | Image manquante                  |
| L'Imaginaire géologique                                      | Georges Autard                      | Digne-les-Bains         | Dans le parc Saint-Benoît                                 | |              | à géolocaliser                   | Image manquante                  |
| Les Joueurs de flûte                                         | Erik Samakh                         | Digne-les-Bains         | Dans le parc Saint-Benoît                                 | | 2005         | à géolocaliser                   | Image manquante                  |
| Lavogne                                                      | Henri Olivier                       | Digne-les-Bains         | Dans le parc Saint-Benoît                                 | | 2000         | à géolocaliser                   | Image manquante                  |
| Monument à Frédéric Mistral                                  | À déterminer                        | Digne-les-Bains         | Dans le square Frédéric-Mistral                           | | 1930         | à géolocaliser                   | Image manquante                  |
| Parterre III                                                 | Catherine Marcogliese               | Digne-les-Bains         | Dans le parc Saint-Benoît                                 | | 2000         | à géolocaliser                   | Image manquante                  |
| Pièce supplémentaire                                         | Dominique Angel                     | Digne-les-Bains         | Dans le parc Saint-Benoît                                 | | 2005         | à géolocaliser                   | Image manquante                  |
| Statue de Pierre Gassendi                                    | Joseph Marius Ramus                 | Digne-les-Bains         | À déterminer                                              | Représente Pierre Gassendi.                                                                                         | 1852         | à géolocaliser                   | Statue de Pierre Gassendi        |
| Point de réflexion                                           | Fabien Lerat                        | Digne-les-Bains         | Dans le parc Saint-Benoît                                 | | 2011         | à géolocaliser                   | Image manquante                  |
| Refuge d'art                                                 | Andy Goldsworthy                    | Digne-les-Bains         | Thermes                                                   | Refuges d'art. | 2002         | 44° 04′ 51″ nord, 6° 16′ 13″ est | Image manquante                  |
| Sanctuaire de la nature                                      | herman de vries                     | Digne-les-Bains         | Réserve naturelle géologique de Haute-Provence            | | 2003         | 44° 06′ 32″ nord, 6° 13′ 32″ est | Image manquante                  |
| Sans titre                                                   | David Rabinowitch                   | Digne-les-Bains         | Cathédrale Notre-Dame-du-Bourg                            | | 1998         | 44° 05′ 32″ nord, 6° 14′ 09″ est | Image manquante                  |
| Le Solitaire                                                 | Joan Fontcuberta                    | Digne-les-Bains         | Dans le parc Saint-Benoît                                 | VIAPAC ; Les Hydropithèques.                                                                                        | À déterminer | 44° 06′ 34″ nord, 6° 13′ 33″ est | Image manquante                  |
| Transcendance                                                | Maria de Faykod                     | Digne-les-Bains         | À déterminer                                              | | À déterminer | à géolocaliser                   | Image manquante                  |
| Triangle                                                     | Curt Asker                          | Digne-les-Bains         | Dans le parc Saint-Benoît                                 | | 1988         | à géolocaliser                   | Image manquante                  |
| Refuge d'art                                                 | Andy Goldsworthy                    | Draix                   | Ferme Belon                                               | Refuges d'art. | 2003         | 44° 09′ 00″ nord, 6° 20′ 53″ est | Image manquante                  |
| Buste de Léon de Berluc-Pérussis                             | Léopold Vautrin et Charles d'Autane | Forcalquier             | Boulevard Latourrette                                     | Représente Léon de Berluc-Pérussis.                                                                                 | 1910         | 43° 57′ 28″ nord, 5° 46′ 46″ est | Buste de Léon de Berluc-Pérussis |
| Au fond du lit de la rivière (Oligocène !)                   | Paul-Armand Gette                   | La Javie                | À déterminer                                              | VIAPAC ; Des cheveux de Vénus aux splendeurs de la nuit.                                                            | 2012         | 44° 13′ 00″ nord, 6° 16′ 34″ est | Image manquante                  |
| Les Effets du contact (secondaire tertiaire)                 | Paul-Armand Gette                   | La Javie                | À déterminer                                              | VIAPAC ; Des cheveux de Vénus aux splendeurs de la nuit.                                                            | 2012         | 44° 12′ 55″ nord, 6° 16′ 33″ est | Image manquante                  |
| La Mer Burdigalienne                                         | Paul-Armand Gette                   | La Javie                | À déterminer                                              | VIAPAC ; Des cheveux de Vénus aux splendeurs de la nuit.                                                            | 2012         | 44° 12′ 24″ nord, 6° 16′ 25″ est | Image manquante                  |
| Refuge d'art                                                 | Andy Goldsworthy                    | La Javie                | Vieil Esclangon                                           | Refuges d'art. | 2005         | 44° 12′ 35″ nord, 6° 16′ 54″ est | Image manquante                  |
| La Source chaude !                                           | Paul-Armand Gette                   | La Javie                | Fontchaude                                                | VIAPAC ; Des cheveux de Vénus aux splendeurs de la nuit.                                                            | 2012         | 44° 13′ 32″ nord, 6° 16′ 07″ est | Image manquante                  |
| Les Amoureux                                                 | Joan Fontcuberta                    | La Robine-sur-Galabre   | Vallée du Bès                                             | VIAPAC ; Les Hydropithèques.                                                                                        | À déterminer | 44° 12′ 24″ nord, 6° 16′ 25″ est | Image manquante                  |
| Table-relief                                                 | David Renaud                        | Larche                  | Col de Larche                                             | VIAPAC. | 2011         | 44° 25′ 21″ nord, 6° 53′ 50″ est | Image manquante                  |
| Refuge d'art                                                 | Andy Goldsworthy                    | Le Brusquet             | Col de l'Escuichière                                      | Refuges d'art. | 2004         | 44° 11′ 25″ nord, 6° 17′ 21″ est | Image manquante                  |
| Mille Plateaux-repas                                         | Stéphane Bérard                     | Le Vernet               | Lou Passavou                                              | VIAPAC. | 2011         | 44° 17′ 01″ nord, 6° 23′ 37″ est | Image manquante                  |
| Le Pavillon d'Hannibal                                       | Trevor Gould                        | Le Vernet               | Lou Passavou                                              | | 2014         | à géolocaliser                   | Image manquante                  |
| Buste de Louis Pasteur                                       | À déterminer                        | Les Mées                | Boulevard des tilleuls, devant le groupe scolaire Pasteur | Représente Louis Pasteur. Érigé en 1923 à l'intersection du boulevard des tilleuls et de la place de la République. | À déterminer | à géolocaliser                   | Image manquante                  |
| Sans titre                                                   | Aurélie Nemours                     | Mane                    | Prieuré Notre-Dame de Salagon                             | | 1998         | 43° 56′ 07″ nord, 5° 45′ 37″ est | Sans titre                       |
| La Lecture Gwisdz                                            | Patrick Gwisdz                      | Manosque                | À déterminer                                              | | À déterminer | à géolocaliser                   | Image manquante                  |
| Buste d'Oswald Bouteille (d)                                 | À déterminer                        | Manosque                | Sur la place de l'Hôtel-de-Ville                          | | À déterminer | 43° 50′ 02″ nord, 5° 46′ 57″ est | Buste d'Oswald Bouteille         |
| Edge-Stones : Vière et les Moyennes Montagnes                | Richard Nonas                       | Prads-Haute-Bléone      | Vière                                                     | VIAPAC ; Des cheveux de Vénus aux splendeurs de la nuit.                                                            | 2011         | 44° 15′ 34″ nord, 6° 26′ 50″ est | Image manquante                  |
| Scène de crime                                               | Joan Fontcuberta                    | Prads-Haute-Bléone      | Vallée de l'Arigéol                                       | VIAPAC ; Les Hydropithèques.                                                                                        | À déterminer | 44° 14′ 06″ nord, 6° 24′ 40″ est | Image manquante                  |
| Troupeau d'hydropithèques                                    | Joan Fontcuberta                    | Prads-Haute-Bléone      | Vallée de la Haute-Bléone                                 | VIAPAC ; Les Hydropithèques.                                                                                        | À déterminer | 44° 11′ 08″ nord, 6° 25′ 30″ est | Image manquante                  |
| Monument à Isidore Blanc                                     | À déterminer                        | Rougon                  | À déterminer                                              | | À déterminer | à géolocaliser                   | Image manquante                  |
| Refuge d'art                                                 | Andy Goldsworthy                    | Saint-Geniez            | La Forest                                                 | Refuges d'art. | 2008         | 44° 13′ 17″ nord, 6° 05′ 41″ est | Image manquante                  |
| Monument du Souvenir français                                | À déterminer                        | Saint-Julien-du-Verdon  | À déterminer                                              | | À déterminer | à géolocaliser                   | Image manquante                  |
| Comme un noyau, un voyage de l'esprit                        | Jean-Luc Vilmouth                   | Saint-Vincent-les-Forts | Fort Joubert                                              | VIAPAC. | 2011         | 44° 26′ 45″ nord, 6° 22′ 22″ est | Image manquante                  |
| Le Donjon de l'ours qui dort                                 | Mark Dion                           | Seyne                   | Citadelle                                                 | VIAPAC. | 2011         | 44° 21′ 10″ nord, 6° 21′ 16″ est | Image manquante                  |
| Buste de Paul Arène                                          | À déterminer                        | Sisteron                | À déterminer                                              | Représente Paul Arène.                                                                                              | 1897         | 44° 11′ 45″ nord, 5° 56′ 33″ est | Buste de Paul Arène à Sisteron   |
| Sentinelle                                                   | Andy Goldsworthy                    | Tartonne                | Vallée de l'Asse                                          | Refuges d'art. | 2001         | 44° 04′ 03″ nord, 6° 25′ 06″ est | Image manquante                  |
| Refuge d'art                                                 | Andy Goldsworthy                    | Thoard                  | chapelle Sainte-Madeleine                                 | Refuges d'art. | 2002         | 44° 09′ 22″ nord, 6° 09′ 48″ est | Image manquante                  |

### Monuments aux morts
| Œuvre                           | Auteur       | Commune               | Localisation | Notes | Installation | Coordonnées    | Illustration       |
| ------------------------------- | ------------ | --------------------- | ------------ | ----- | ------------ | -------------- | ------------------ |
| Monument aux morts de 1939-1945 | À déterminer | Allemagne-en-Provence | À déterminer |       | À déterminer | à géolocaliser | Image manquante    |
| Monument aux morts              | À déterminer | La Motte-du-Caire     | À déterminer |       | À déterminer | à géolocaliser | Monument aux morts |

### Fontaines
| Œuvre                             | Auteur           | Commune         | Localisation              | Notes | Installation | Coordonnées                      | Illustration                  |
| --------------------------------- | ---------------- | --------------- | ------------------------- | ----- | ------------ | -------------------------------- | ----------------------------- |
| Monument à Jacques-Antoine Manuel | À déterminer     | Barcelonnette   | Sur la place Manuel       |       | À déterminer | 44° 23′ 16″ nord, 6° 39′ 10″ est | Image manquante               |
| Fontaine de théières              | Sylvie Bussières | Digne-les-Bains | Dans le parc Saint-Benoît |       | 2004         | à géolocaliser                   | Image manquante               |
| Monument aux Quatre Reines (d)    | À déterminer     | Forcalquier     | Sur la place du Bourguet  |       | 1935         | 43° 57′ 33″ nord, 5° 46′ 51″ est | Monument aux Quatre Reines    |
| Monument aux insurgés de 1851 (d) | À déterminer     | Les Mées        | Sur la place de l'Église  |       | À déterminer | 44° 01′ 45″ nord, 5° 58′ 33″ est | Monument aux insurgés de 1851 |